# Georges Semichon
Georges Louis Paul Sémichon (Parigi, 25 settembre 1865 – ...) è stato un velista francese.
Partecipò ai giochi della II Olimpiade di Parigi nel 1900 a bordo di Giselle, prendendo parte alle due gare della categoria da 0 a mezza tonnellata. In entrambe le gare arrivò sesto.